# Хальзев, Александр Иванович
Александр Иванович Хальзев (1921—1968) — подполковник Советской Армии, участник Великой Отечественной войны, Герой Советского Союза (1944).

## Биография
Александр Хальзев родился 7 сентября 1921 года в Новосибирске. Окончил девять классов школы, занимался в аэроклубе. В 1940 году Хальзев был призван на службу в Рабоче-крестьянскую Красную Армию. В 1941 году он окончил Энгельсскую военную авиационную школу пилотов. С октября 1942 года — на фронтах Великой Отечественной войны.
К маю 1944 года старший лейтенант Александр Хальзев был заместителем командира эскадрильи 63-го ночного бомбардировочного авиаполка 132-й бомбардировочной авиадивизии 8-й воздушной армии 4-го Украинского фронта. К тому времени он совершил 300 боевых вылетов на воздушную разведку и бомбардировку важных объектов противника, скоплений его боевой техники, нанеся ему большие потери. Только самолётов он уничтожил 28 самолётов на земле и ещё 1 сбил в воздухе.
Указом Президиума Верховного Совета СССР от 19 августа 1944 года за «мужество и героизм, проявленные при нанесении бомбардировочных ударов по врагу», старший лейтенант Александр Хальзев был удостоен высокого звания Героя Советского Союза с вручением ордена Ленина и медали «Золотая Звезда» за номером 4074.
После окончания войны Хальзев продолжил службу в Советской Армии. В 1950 году он окончил Военно-воздушную академию. В 1958 году в звании подполковника Хальзев был уволен в запас. Проживал и работал в Краснодаре. Скоропостижно умер 6 июня 1968 года, похоронен на Славянском кладбище Краснодара.
Был также награждён тремя орденами Красного Знамени, орденами Отечественной войны 2-й степени и Красной Звезды, рядом медалей.
В честь Хальзева назван детский оздоровительный комплекс в посёлке Новомихайловский Краснодарского края.